# ミッシング (2024年の映画)
『ミッシング』は、2024年5月17日に公開された日本の映画。監督は𠮷田恵輔、主演は石原さとみ。
娘の失踪事件をきっかけに、情報の荒波に巻き込まれ、翻弄されていく母親とその家族たちの姿が描かれる。

## あらすじ
ある日、街で幼女失踪事件が発生する。母親の沙織里はあらゆる手段で娘・美羽を捜すが、有力な手がかりも見つからないまま3カ月が経ってしまう。世間の関心も薄れていき、事件に対して冷静な夫・豊とは感情の温度差からケンカが絶えなくなる。
地元テレビ局の記者・砂田だけは誠実に取材を続け、家族とも寄り添う姿勢を見せてくれており、沙織里が何かと頼りにしている。そんな中、美羽の失踪時に沙織里が推しのアイドルのライブに行っていたことがSNSで知れ渡り「育児放棄の母」と誹謗中傷の的になってしまう。

## キャスト

### 主要人物
沙織里
演 - 石原さとみ
娘を探す母。娘が突如失踪してしまい、情報の荒波に巻き込まれてしまう。
娘の失踪時に好きなアイドルのライブに行っていたことが知られ、ネット上で育児放棄だと誹謗中傷を受ける。
豊
演 - 青木崇高
沙織里の夫。事件に向き合う姿勢が冷静だと取られ、妻との温度差から夫婦喧嘩が絶えなくなる。
圭吾
演 - 森優作
沙織里の弟。美羽が失踪する直前まで一緒にいたことや挙動不審な言動から誘拐犯の疑いをかけられる。
美羽
演 - 有田麗未
失踪してしまう沙織里の娘。
砂田
演 - 中村倫也
地元テレビ局の記者。沙織里たちの取材を誠実に続ける。
局上層部の意向で視聴率獲得のため、世間の関心を煽るような取材の指示が下る。

### 周辺人物
三谷
演 - 小野花梨
地元テレビ局の新人記者。
不破
演 - 細川岳
地元テレビ局のカメラマン。
テレビ局の番組デスク
演 - 小松和重
砂田の上司。
圭吾の職場の先輩
演 - カトウシンスケ
駒井
演 - 山本直寛
砂田の後輩記者。
村岡
演 - 柳憂怜
失踪事件の担当刑事。
沙織里と圭吾の母親
演 - 美保純
田辺
演 - 三島ゆたか
豊の働く漁協に魚を卸している漁師。

### その他（役名不詳）
- 長屋和彰、大須みづほ

## スタッフ
- 監督・脚本 - 𠮷田恵輔
- 音楽 - 世武裕子[5]
- 製作 - 井原多美、菅井敦、小林敏之、高橋雅美、古賀奏一郎[2]
- 企画 - 河村光庸[2]
- プロデューサー - 大瀧亮、長井龍、古賀奏一郎[5]
- アソシエイトプロデューサー - 行実良、小楠雄士[5]
- 撮影 - 志田貴之[5]
- 照明 - 疋田淳[5]
- 録音 - 田中博信[5]
- 装飾 - 吉村昌悟[5]
- 衣装 - 篠塚奈美[5]
- ヘアメイク - 有路涼子[5]
- スクリプター - 増子さおり[5]
- 助監督 - 松倉大夏[5]
- 制作担当 - 本田幸宏[5]
- 編集 - 下田悠[5]
- 音響効果 - 松浦大樹[5]
- VFXスーパーバイザー - 白石哲也[5]
- キャスティング - 田端利江[5]
- 題字 - 赤松陽構造[5]
- 配給 - ワーナー・ブラザース映画[2]
- 制作プロダクション - SS工房[2]
- 企画 - スターサンズ[2]
- 製作幹事 - WOWOW
- 製作 - 「missing」Film Partners（WOWOW、ホリプロ、TCエンタテインメント、ワーナー・ブラザース映画、SS工房）